# Annihilation
Annihilation is een Amerikaans-Britse sciencefiction-horrorfilm uit 2018, geschreven en geregisseerd door Alex Garland, gebaseerd op de gelijknamige roman van Jeff VanderMeer.

## Verhaal
Een groep van vijf vrouwen (een psycholoog, een natuurkundige, een geomorfoloog, een bioloog en een verpleegkundige) worden op een gevaarlijke expeditie gestuurd en betreden een gebied waar de normale natuurwetten niet meer gelden. Het onbewoonde gebied is de laatste plek waar Kane, de man van Lena, een van de groepsleden is geweest. Hij was de enige overlevende van alle expedities die in het gebied waren en is in een coma beland. Het gebied breidt steeds meer uit en bedreigt de gehele wereld. Het doel van de expeditie is de oorzaak te vinden en die proberen tegen te houden.

## Rolverdeling
| Acteur               | Personage      |
| -------------------- | -------------- |
| Natalie Portman      | Lena           |
| Jennifer Jason Leigh | Dr. Ventress   |
| Gina Rodriguez       | Anya Thorensen |
| Tessa Thompson       | Josie Radek    |
| Tuva Novotny         | Cass Sheppard  |
| Oscar Isaac          | Kane           |
| Benedict Wong        | Lomax          |
| Sonoya Mizuno        | Katie          |
| David Gyasi          | Daniel         |

## Productie
Op 26 maart 2013 werd bekendgemaakt dat Paramount Pictures en Scott Rudin Productions de filmrechten verkregen hadden van de bekroonde sf-roman van Jeff VanderMeer, het eerste deel van de Southern Reach-trilogie. In november 2015 werden Natalie Portman en Gina Rodriguez bevestigd voor de cast. Op 4 januari 2016 werd Tessa Thompson toegevoegd, gevolgd door Jennifer Jason Leigh op 10 februari 2016 en Oscar Isaac in maart 2016.
Er werd op locatie gefilmd van april tot juli 2016, onder andere in Windsor Great Park, Surrey, Engeland en Holkham strand en pijnboombos in North Norfolk.

### Release en ontvangst
De film werd door Paramount Pictures op 23 februari op de markt gebracht in de Verenigde Staten en werd voor de internationale markt vanaf 12 maart vrijgegeven via Netflix. Annihilation kreeg overwegend positieve kritieken van de filmcritici met een score van 89% op Rotten Tomatoes, gebaseerd op 95 beoordelingen.